# Любатович, Татьяна Спиридоновна
Татьяна Спиридоновна Любатович (1 [13] января 1859, Саранский уезд, Пензенская губерния — 19 августа 1932, Москва) — русская оперная певица (меццо-сопрано и контральто) и вокальный педагог.
Родная сестра Ольги, Веры, Анны и Клавдии Любатович.

## Биография
Дочь выходца из Черногории, дворянина, коллежского асессора, отставного инженера Московского Межевого института, владельца кирпичного завода в Москве. С детских лет жила в Москве.
В 11 лет поступила в Московскую консерваторию (класс фортепиано Л. Ф. Лангера; в 1878—1883 годах обучалась пению в классе М. М. Милорадович; сценическое мастерство изучала под руководством И. В. Самарина). Постоянно совершенствовала вокальное мастерство в Италии у Della-Valle (1886), затем в Милане у Мартина Петца и Изабеллы Галетти, в Париже у Д. Арто (под её руководством подготовила партию Далилы — «Самсон и Далила» К. Сен-Санса) и профессора Бертрами.
В 1883 году дебютировала в партии Зибеля («Фауст» Ш. Гуно) на оперной сцене в Харькове (антреприза П. М. Медведева).
Свыше 20 лет выступала в частных оперных антрепризах: в Одессе (1884/85, 1887, 1890, 1893/94, 1896/97, 1901/02), Киеве (1888, 1892/93, 1900, 1903).
В Москве в Частной русской опере С. Мамонтова, дебютировала 9 января 1885 года в партии Княгини — «Русалка» А. Даргомыжского, где пела до 1887 и в 1890, 1895, 1896, 1898; после банкротства Частной русской оперы стала выступать на сцене Товарищества русской частной оперы, 1899—1900, 1900/01). Состояла в отношениях с С. Мамонтовым.
В Тифлисе (1889, сезон 1890/91; 1899; Итальянская опера, 1902), Петербурге (Итальянская опера, сезон 1889/90; Театр консерватории, 1894/95; Панаевский театр, 1897/98), Харькове (1886 и лето 1887), Варшаве, Екатеринбурге (октябрь 1894), Нижнем Новгороде (летом 1895, май—август 1896, 1899).
В Крыму — летом 1898, с А. В. Секар-Рожанским и Ф. И. Шаляпиным, аккомпанировал С. Рахманинов.
В 1905—1906 годах организовала оперную труппу, с которой гастролировала в Орле, Тамбове, Курске, Воронеже, Нижнем Новгороде, Риге, Пскове, Смоленске, Витебске.
С большим успехом выступала за границей: в Лондоне (летний сезон 1886, весенний сезон 1889, сезон 1892/93, Итальянская Королевская опера, театр «Ковент-Гарден»), Флоренции (театр «Пальяно», сезон 1888/89), в Испании (Валенсия, театр «Принчипале», 1891/92; Бильбао, театр имени Гайяре, 1895); в Италии (г. Комо, 1895/96), в Париже (осень 1894, в «Жизни за царя» М. Глинки на франц. яз.).
В 1898—1899 годах совершила концертное турне по Уралу и Западной Сибири.
В 1906—1907 годах концертировала в Риге, Пскове, Митаве (ныне Елгава), Либаве (ныне Лиепая).
В 1918 году исполнила сольную партию в «Stabat Mater» Джакомо Россини на торжественном вечере во МХАТе, на сороковой день смерти С. И. Мамонтова (среди других исполнителей — М. Д. Малинин и Н. Салина).
Оставив оперную сцену в 1910 году, занималась педагогической деятельностью. После 1917 года преподавала в Музыкальной секции «Дома им. В. Поленова» (Москва).
Умерла 19 августа 1932 года в Москве. Похоронена на Ваганьковском кладбище (6 уч.).

## Сёстры
- Ольга Спиридоновна Любатович
- Вера Спиридоновна Любатович
- Клавдия Спиридоновна Любатович (по мужу Винтер) (1860—1924) — театральный деятель, организатор и руководитель театральных коллективов, антрепренёр, официальный руководитель Русской частной оперы (Москва, 1896—1899), спонсируемой Саввой Мамонтовым. После неудачного руководства театр обанкротился и закрыт в 1904 году, реквизит и костюмы проданы, актёры перешли в театр Зимина.
- Анна Спиридоновна Любатович (по мужу Малинина) (1882—после 1954) — после окончания гимназии с 1905 года по 1932 год работала учителем иностранных языков средней школы в городах Торжке, Вязьме и Москве. После выхода на пенсию по болезни и выслуге лет, проживала в семье дочери — Марины Расковой. Автор книги «Жизненный путь Марины». — М.—Л.: изд-во «Детская литература», 1950 (первое издание).

## Имение
В имении Путятино (Владимирская губерния, в 29 километрах от Сергиева Посада) бывали М. Врубель, К. Коровин, С. Мамонтов, С. Рахманинов, В. Серов, Ф. И. Шаляпин.

Здесь летом 1898 готовилась к постановке опера «Борис Годунов» М. Мусоргского (при участии С. В. Рахманинова).

## Характеристика вокальных данных
Обладала звонким, ярким голосом красивого тембра (особенно в среднем регистре) с чистыми грудными нотами. Исполнение отличалось задушевностью, искренностью и драматическим темпераментом.

## Портреты
- В роли Кармен (одноимённая опера Ж. Бизе, 1890-е гг., акварель) — художник М. Врубель — в Государственном Русском музее;
- В роли Гензеля вместе с Н. И. Забелой-Врубель в роли Гретель (1896) — художник М. Врубель — в Государственном Русском музее;
- Два портрета художника К. Коровина (1882, Государственная Третьяковская галерея и 1887, Государственный Русский музей);
- Портрет художника М. Нестерова.